# Psammotettix zhangi
Psammotettix zhangi är en insektsart som beskrevs av Yang. Psammotettix zhangi ingår i släktet Psammotettix och familjen dvärgstritar. Inga underarter finns listade i Catalogue of Life.